# Saint-Claud
Saint-Claud je naselje in občina v zahodnem francoskem departmaju Charente regije Poitou-Charentes. Leta 2006 je naselje imelo 1.094 prebivalcev.

## Geografija
Kraj se nahaja v pokrajini Angoumois ob reki Son, 22 km jugozahodno od Confolensa.

## Uprava
Saint-Claud je sedež istoimenskega kantona, v katerega so poleg njegove vključene še občine Beaulieu-sur-Sonnette, Chasseneuil-sur-Bonnieure, Genouillac, Le Grand-Madieu, Lussac, Mazières, Nieuil, Parzac, Les Pins, Roumazières-Loubert, Saint-Laurent-de-Céris, Saint-Mary in Suaux z 10.964 prebivalci.
Kanton Saint-Claud je sestavni del okrožja Confolens.
1. ↑  »Populations légales 2016«. Nacionalni inštitut za statistične in gospodarske raziskave. Pridobljeno 25. aprila 2019.